# Friesenhagen
Friesenhagen is een plaats in de Duitse deelstaat Rijnland-Palts en maakt deel uit van de Landkreis Altenkirchen (Westerwald).
Friesenhagen telt 1.575 inwoners.

## Bestuur
De plaats is een Ortsgemeinde en maakt deel uit van de Verbandsgemeinde Kirchen (Sieg).

## Geografie

### Geografische ligging
Friesenhagen is de noordelijkste gemeente van Rheinland-Pfalz. Met een oppervlakte van 51,3 km2 is het ook de grootste gemeente in Landkreis Altenkirchen.

### Dorpen in de gemeente

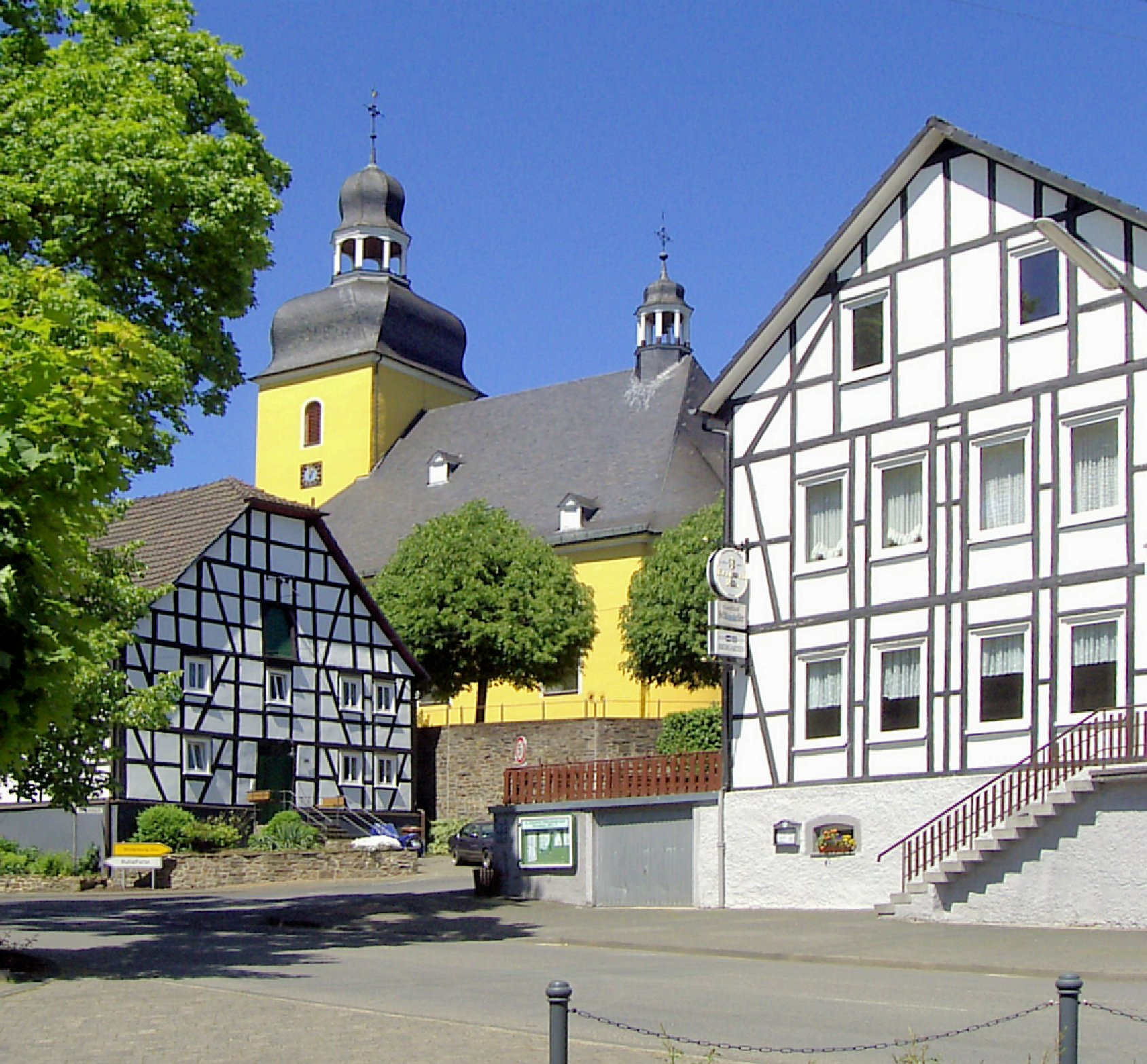
Gezicht op de kerk St. Sebastianus in het centrum van het dorp Friesenhagen

Bahnhof Wildenburg, Bettorf, Bockenbaum, Busenbach, Busenhagen, Dernbach, Diedenberg, Engelshäuschen, Erlenbruch, Eueln, Friesenhagen, Gerndorf, Gerndorferhöhe, Girtseifen, Gösingen, Gösingerhütte, Götzen, Grendel, Großlangenbach, Gut Altenhofen, Hammer, Hammerhöhe, Heiligenborn, Helmert, Hilchenbach, Höfchen, Höferhof, Hohhäuschen, Hollenseifen, Hühnerkamp, Hundscheidt, Johannesberg, Kappenstein, Köppernöll, Krottorf mit Schloss Crottorf, Kuchenwald, Kücheln, Küchelschlade, Küchelseifen, Mittelsolbach, Möhren, Mohrenbach, Mühlenhof, Mühlenseifen, Neuhöhe, Niedersolbach, Oberhausen, Obersolbach, Oberweidenbruch, Quasthöhe, Ritterwäldchen, Rübegarten, Schlade, Schmalenbach, Schmalenbachsmühle, Schönbach, Sommerhof, Staade, Stausberg, Steeg, Steegerhütte, Truttenseifen, Unternädrigen, Wasserhof, Wassermühle, Weidenbruch, Weierseifen, Westbach, Wiesental, Wildenburg met Burg Wildenburg, Wippe, Wippermühle, Wittershagen, Wöllenbach, Ziegenschlade.
Alle dorpen binnen de gemeente hebben nog een aantal authentieke vakwerkhuizen.

### Wateren
Friesenhagen is een waterrijke gemeente. In het oosten van Friesenhagen ontspringt de Wisserbach, die in Wissen in de Sieg uitmondt. Bovendien stroomt de Bigge door de Gemarkung. De Wildenburger Bach loopt door het noorden van het dorp en wordt voordat hij in de Wisserbach uitmondt nog verrijkt met water uit de Weierbach. Ten westen van Wildenburg-Bahnhof liggen ook nog de Weiher: Wildenburger Weiher, Biggeweiher, Oberweiher en Unterweiher. In het zuiden van het dorp ligt tot slot de Gösinger Weiher, vlak bij het gelijknamige plaatsje.

### Buurgemeenten
De volgende gemeenten grenzen aan de gemeente Friesenhagen. Wenden (Kreis Olpe, NRW), Freudenberg (Kreis Siegen-Wittgenstein, NRW), Harbach, Kirchen (Sieg), Katzwinkel (Sieg), Birken-Honigsessen (alle Landkreis Altenkirchen (Westerwald), (RLP)), Morsbach en Reichshof (beide Oberbergischer Kreis, NRW).

## Geschiedenis
Friesenhagen werd in 1131 middels een oorkonde van paus Innocentius II gewijd.

### Heksenvervolging

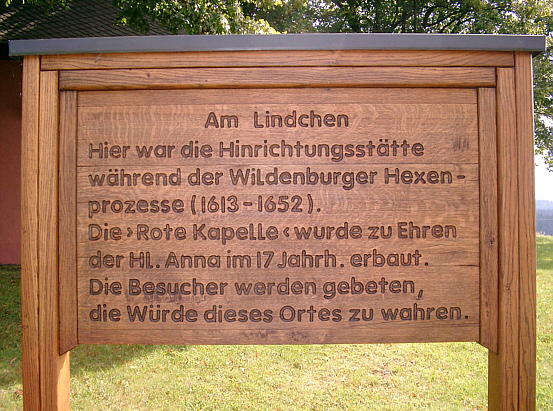
Een gedenkbord naast de Roten Kapelle en de oude linde herinnert aan de heksenprocessen in de 17e eeuw.

Van de heksenvervolgingen in Friesenhagen/Wildenburger Land werden tussen 1590 en 1652 meer dan 200 mensen het slachtoffer. De plek voor deze terechtstellingen lag op de Blumenberg bij de huidige St.-Anna-Kapelle in het dorp Friesenhagen.
Bijzonder bekend is het heksenproces tegen Agnes Schmitt geworden; zij is op 17 december 1650 terechtgesteld.

### Inwonertal in de afgelopen 2 eeuwen
De ontwikkeling van het inwonertal van Friesenhagen, zoals die betrekking heeft op het gebied binnen de huidige gemeentegrenzen, is weergegeven in onderstaande tabel en grafiek; de data van 1871 tot 1987 berusten op volkstellingen.
| Jaar | Inwoners |
| ---- | -------- |
| 1815 | 1.327    |
| 1835 | 1.578    |
| 1871 | 1.479    |
| 1905 | 1.575    |
| 1939 | 1.380    |
| 1950 | 1.578    |

| Jaar | Inwoners |
| ---- | -------- |
| 1961 | 1.515    |
| 1970 | 1.610    |
| 1987 | 1.660    |
| 2005 | 1.732    |
| 2011 | 1.604    |
| 2017 | 1.551    |

## Gemeenteraad
De gemeentraad bestaat in Friesenhagen uit 16 raadsleden, die bij de gemeenteraadsverkiezingen van 25 mei 2014 in openlijke en persoonlijke verkiezingen op basis van evenredige vertegenwoordiging zijn verkozen. Zij wordt voorgezeten door de burgemeester (vrijwilligerswerk en een erebaantje).
De zetelverdeling in de gemeenteraad is als volgt.
| Verkiezings- jaar | SPD | CDU | Samen     |
| ----------------- | --- | --- | --------- |
| 2014              | 9   | 7   | 16 zetels |
| 2009              | 5   | 11  | 16 zetels |
| 2004              | 5   | 11  | 16 zetels |

## Economie
Friesenhagen ligt in een heuvelachtige, bosrijke omgeving die toeristen aanlokt en veel agrarische bedrijvigheid kent, inclusief bosbouw.

## Cultuur en bezienswaardigheden

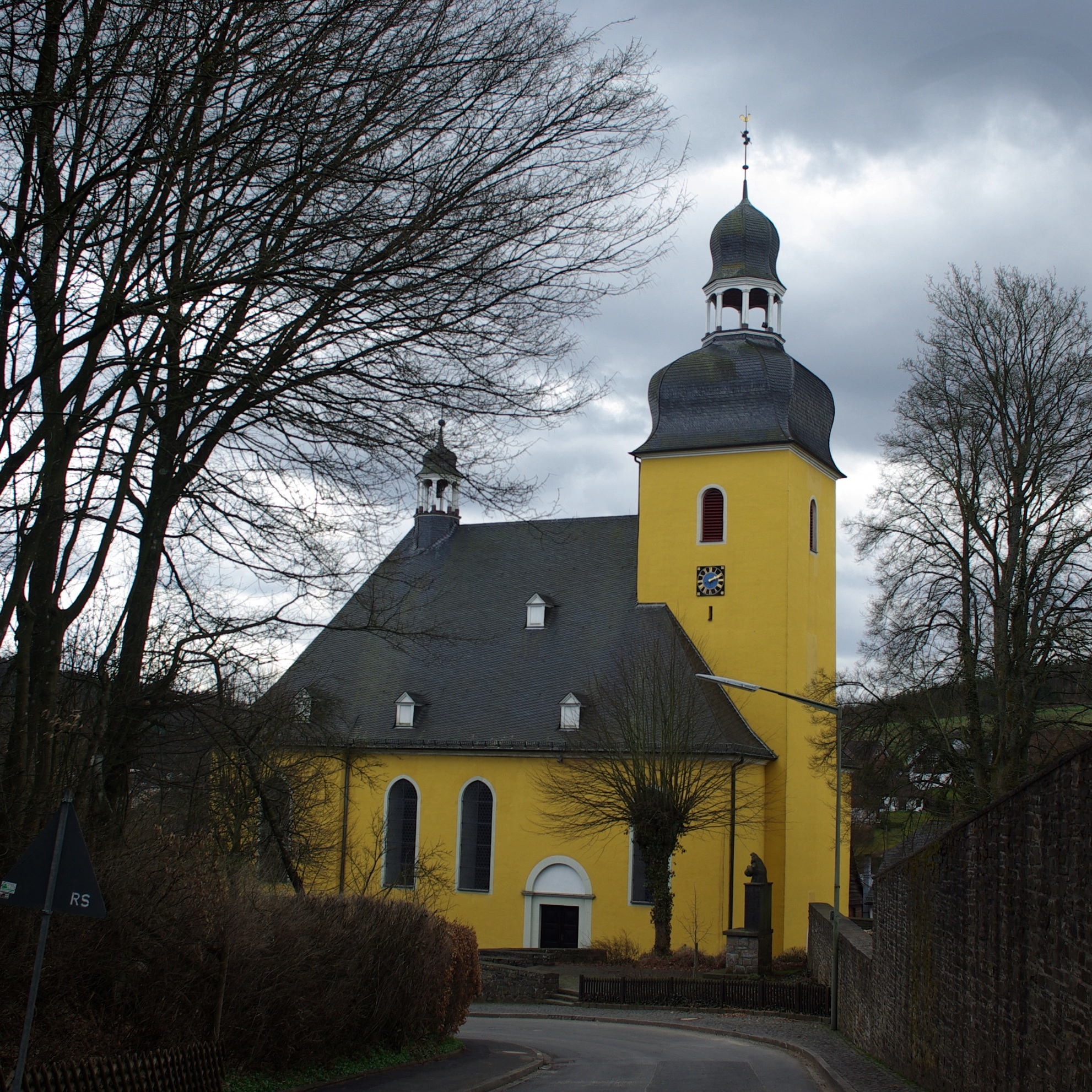
Sankt Sebastianus (2010)

Friesenhagen kent enkele beschermde cultuurmonumenten.

### Cultuurmonumenten in het dorp
- De katholieke parochiekerk St. Sebastian. Van de oorspronkelijk laat-romaanse kerk met drie schepen zijn slechts de toren, die in 1751 is verhoogd, en de triomfbogen behouden gebleven. Het hoofdkoor wordt toegeschreven aan het begin van de 16e eeuw. Ook het interieur is - naast zijn religieuze karakter en doel - de moeite waard, met werken uit de 15e en 16e eeuw. Het doopfont stamt uit de eerste helft van de 13e eeuw.[8]
- De Denkmalzone - een ensemble van monumentale gebouwen - is de dorpskern met talrijke, goed onderhouden vakwerkhuizen uit de 18e eeuw, voornamelijk gelegen aan de Hauptstraße, Klosterstraße en Strahlenbachstraße, ten zuiden en ten oosten van de kerk.
- Het voormalig Franciscanenklooster in de Klosterstraße, met zijn langgerekte schilddak opgetrokken uit puinsteen, gebouwd tussen 1741 en 1744.

### Cultuurmonumenten in de gemeente

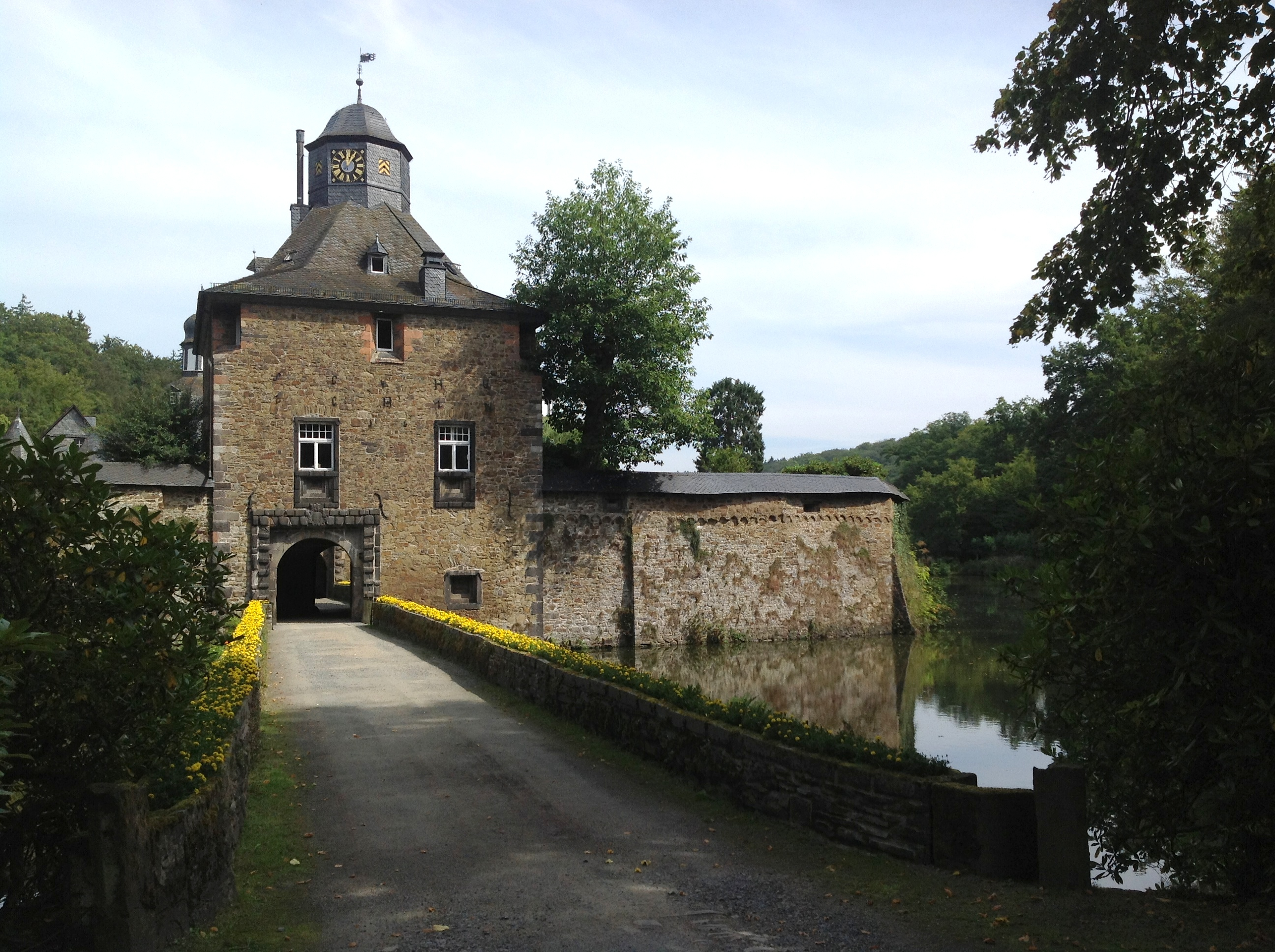
Schloss Crottorf

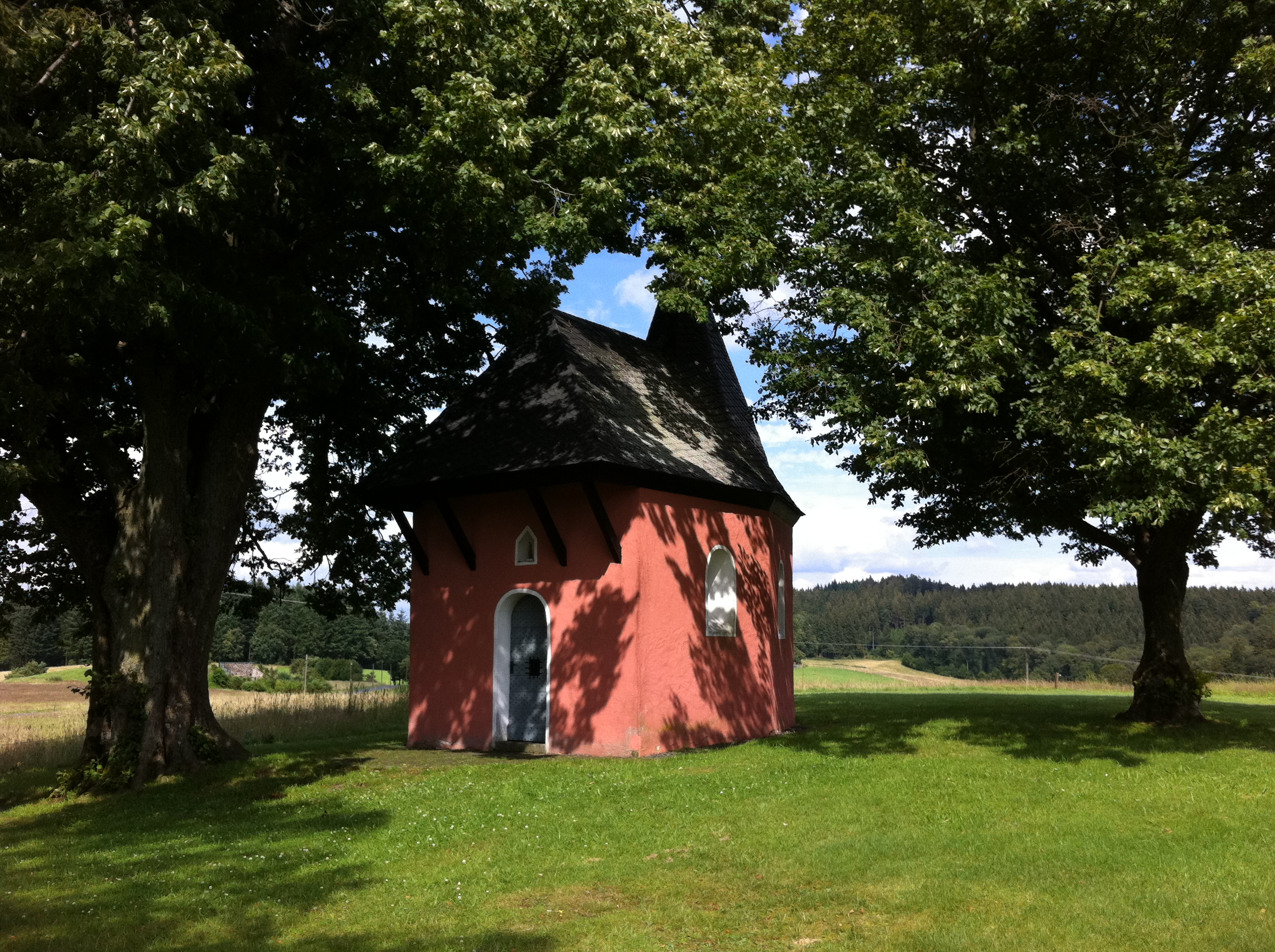
Sankt-Anna-Kapelle of ‘Rote Kapelle’ (2012)

- Kasteel Crottorf is tot monumentenzone uitgeroepen; het slot, in wezen een middeleeuwse waterburcht, stamt uit het midden van de 16e eeuw. Bij het monument behoren onder meer de voormalige molen, de kapel ‘Zum Heiligen Kreuz’ (1701) en een balkenkruis uit 1620.
- De ruïne Burg Wildenburg, met gotische Bergfried en muurrestanten uit de periode van de 14e tot de 18e eeuw.
- De Kapelle zur Schmerzhaften Muttergottes, een Putzbau - gepleisterd bouwwerk - uit de 18e eeuw (boven in het dorp Friesenhagen gelegen, aan de noordzijde).
- De Rochuskapelle, waarschijnlijk uit de 17e eeuw, ligt zo’n 700 m ten westen van de Wildenburg).
- De St.-Anna-Kapelle, de zogenaamde Rote Kapelle, vermoedelijk uit de 17e eeuw (ligt ook in het hoger gelegen gedeelte van het dorp Friesenhagen).[9]

### Jaarfeest

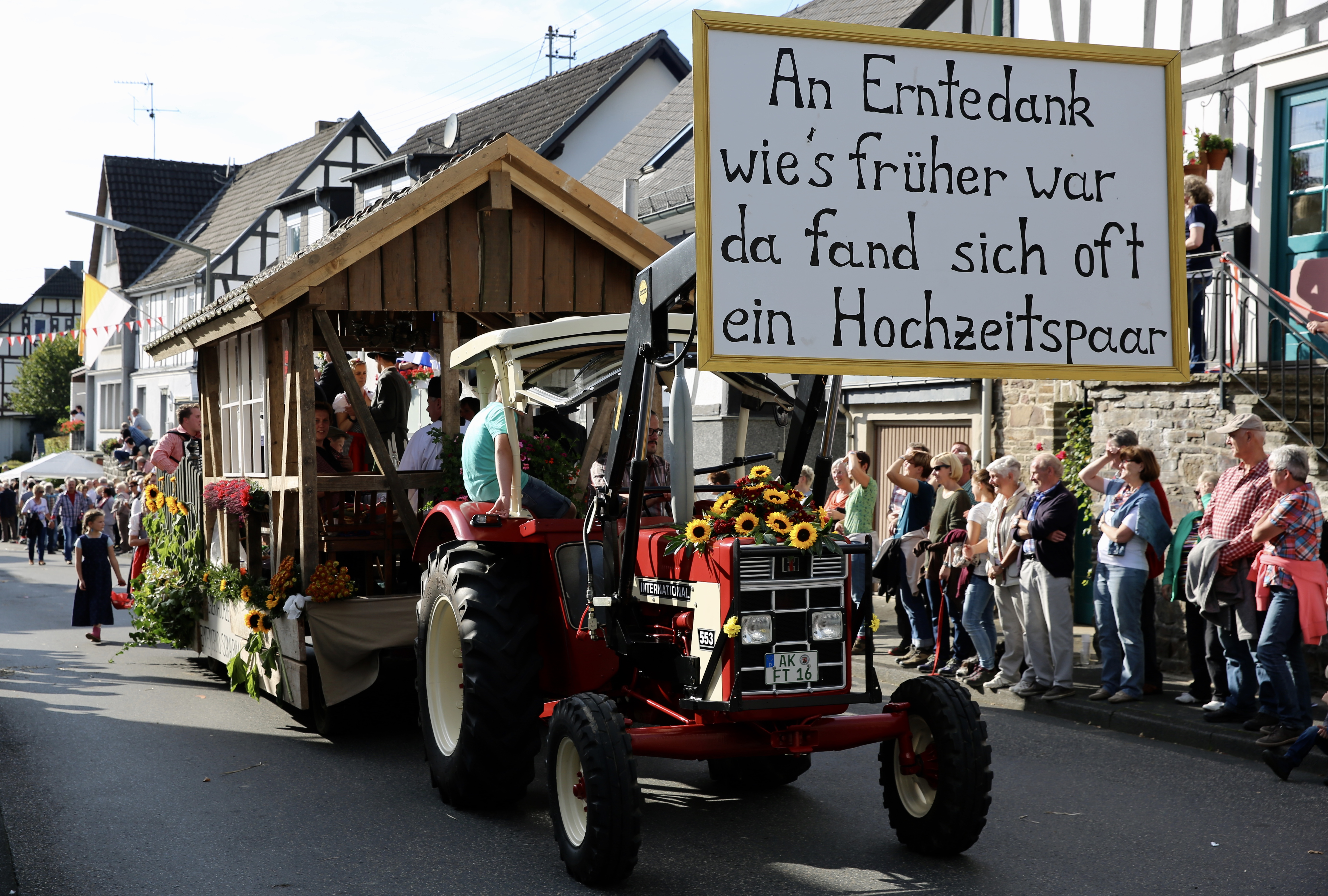
Feestwagen (oogstfeest 2014)

In het laatste weekend van september viert Friesenhagen jaarlijks het oogstfeest Erntedankfest, inclusief een optocht.

## Bekende inwoners
- Marion Dönhoff (1909-2002), journalist